# Brad Wright

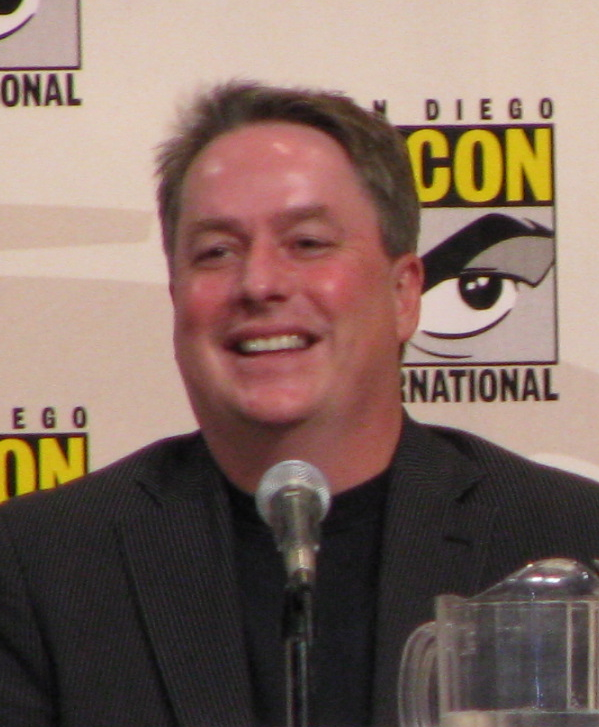
Brad Wright in 2008

Brad Wright (Toronto, Canada) is een Canadese televisiemaker, scenarioschrijver en acteur. Hij is het meest bekend van de televisieseries Stargate SG-1 (met Jonathan Glassner), Stargate Atlantis (met Robert C. Cooper) en Stargate Universe (ook met Cooper).
Voor het begin van de succesvolle Stargate franchise werkte Wright als co-producer en schrijver van The Outer Limits. Hij schreef ook de scripts voor verschillende andere tv-series waaronder Neon Rider, Adventures of the Black Stallion, The Odyssey, Highlander: The Series en Poltergeist: The Legacy.

## Scripts

### The Outer Limits
- Blood Brothers
- The Conversion
- The Quality of Mercy
- The Message
- I, Robot
- The Voice of Reason
- Trial by Fire
- The Light Brigade
- The Camp
- The Relevations of Becka Paulson
- In Another Life
- The Vaccine
- To Tell the Truth

### Stargate SG-1
- Children of the Gods (Deel 1)
- Children of the Gods (Deel 2)
- The Enemy Within
- Solitudes
- Politics
- The Serpent's Lair
- The Gamekeeper
- Message in a Bottle
- A Matter of Time
- 1969
- Out of Mind
- Into the Fire
- Point of View
- A Hundred Days
- Crystal Skull
- The Other Side
- 2010
- Prodigy
- Enemies
- Threshold
- 2001
- Wormhole X-Treme!
- Abyss
- Unnatural Selection
- The Challening
- Lifeboat
- Lost City (Deel 1)
- Lost City (Deel 2)
- Moebius (Deel 1)
- Moebius (Deel 2)
- Beachhead
- The Pegasus Project
- 200
- The Shroud
- Stargate: Continuum (film)

### Stargate Atlantis
- Rising (Deel 1)
- Rising (Deel 2)
- Hide and Seek
- Thirty-Eight Minutes
- Aurora
- Epiphany
- Critical Mass
- Irresistable
- Echoes
- This Mortal Coil
- The Shrine

### Stargate Universe
- Air (Part 1)
- Air (Part 2)
- Air (Part 3)
- Darkness
- Light
- Water
- Earth
- Cloverdale